# Burton (Lincolnshire)
Burton – wieś w Anglii, w hrabstwie Lincolnshire. Leży 3 km na północny zachód od Lincoln i 197 km na północ od Londynu.